# 半動態定位
半動態定位（英文 : semi-kinematic 或 stop-and-go）為相對定位中的一種方法。機器初始化完成之後，於保持開機的情況下，固定站固定不動，移動站則在移動時持續接收訊號，並於每一欲測點停留接收約1分鐘左右，且測量時至少要持續接收四顆以上的衛星，最後利用固定站的已知座標推得各點位置。適合用在空曠地區、點位密集的小規模測量。